# Ludwikowo (powiat śremski)
Ludwikowo – wieś w Polsce położona w województwie wielkopolskim, w powiecie śremskim, w gminie Brodnica.
W latach 1975–1998 miejscowość administracyjnie należała do województwa poznańskiego.
Wieś położona 4 km na wschód od Brodnicy przy drodze powiatowej nr 4062 z Iłówca przez Brodnicę do Psarskie. Za wsią znajduje się skrzyżowanie z drogą powiatową nr 4061 do Żabna. Sięga tu wschodni skraj Żabińskich Gór.